# Berhane Adere
 Berhane Adere (21 de julho de 1973) é uma ex-fundista etíope, campeã mundial dos 10 000 metros e bicampeã da Maratona de Chicago.
Além da medalha de ouro conquistada em Paris 2003, tem duas medalhas de prata na distância nos Mundiais de Edmonton 2001 e Helsinque 2005. Também é campeã mundial indoor dos 3000 m, título conseguido no Campeonato Mundial de Atletismo em Pista Coberta de 2003 em Birmingham, Inglaterra. Adere também é bicampeã da Maratona de Chicago (2006-2007).